# 滇青冈
滇青冈（学名：Cyclobalanopsis glaucoides），为壳斗科青冈属下的一个植物种。